# Ján Andrejkovič
Ján Andrejkovič (17 luglio 1934) è un ex calciatore cecoslovacco, di ruolo centrocampista.
Totalizza 152 presenze e 16 gol in carriera.